# Muelona
La Muelona (también conocido como la Colmillona o la Dientona) es un personaje de la mitología  colombiana y 
presente en las leyendas folclóricas de las poblaciones ubicadas en el Alto Magdalena.

## Características
Se caracteriza por su dentadura que exhibe siempre, por la cual parece que siempre sonríe además, una mujer bonita de largos cabellos, una dentadura extravagante similar a la de un animal más grande como una vaca o un caballo.
Ataca a los caminantes se les aparece a la orilla del sendero aparece como una mujer muy atractiva y seductora, pero cuando están en sus brazos son triturados por sus dientes
Casi siempre va detrás de ludópatas, hombres infieles, alcohólicos.
La Muelona o Colmillona tiene una particularidad y es la de no atacar a los hombres con un hogar, una esposa embarazada o niños recién nacidos.
Su hora predilecta para darse a conocer en los caminos está entre las seis de la tarde y las ocho de la noche.

## Origen
En la época de la colonia había una mala reputación de las mujeres ya que destruían hogares, engañaban a los hombres y no eran muy bien recibidas por la sociedad
.Una de ellas, era la Maga la cual tenía un negocio de adivinación del futuro, rápidamente se hizo famosa, y se expandió por el llano, cometió una cantidad de atrocidades incontables. Ella prefería que los jóvenes detestarán la maternidad, rápidamente dejó muchos hogares en la ruina, debido a que invertían toda su fortuna en ella.
Cuando murió la Maga, la casa se llenó de un olor nauseabundo, hasta el punto de tener que abandonarla de inmediato.
Su casa se volvió tenebrosa y se le escucha susurrar sobre su venganza contra los hombres jugadores y los infieles. Después de esto la leyenda cobro vida y se fue expandiendo rápidamente por los pueblos después de la desaparición de varios campesinos de los alrededores.